# Nordhausen

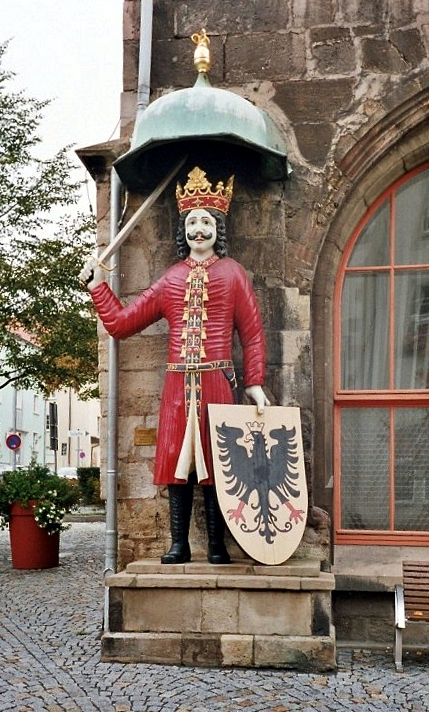
Estàtua de Rotllà a Nordhausen

Nordhausen és una ciutat amb 45.000 habitants en el bord sud de les muntanyes Harz, a l'estat de Turíngia, Alemanya. És la capital del districte de Nordhausen. Alguna vegada va ser coneguda per la seva indústria del tabac, i encara avui és coneguda pel seu korn, Nordhäuser Doppelkorn.

## Història
La primera cita a la ciutat és un document d'Enric I l'Ocellaire, datat el 13 de maig 927, però va existir un establiment previ en aquest lloc al voltant del 785. El 1220, Frederic II, emperador del Sacre Imperi Romanogermànic li va donar el reconeixement de Ciutat Lliure Imperial, i el 1430 Nordhausen es va unir a la Lliga Hanseàtica. Cap al 1500 a la ciutat es va començar a produir licor de gra fermentat, el qual es va tornar famós sota la denominació de Nordhäuser Doppelkorn. El 1523, la Reforma va arribar Nordhausen de la mà de Thomas Müntzer qui va estar per algun temps a la ciutat.
El 1866 el ferrocarril va connectar Nordhausen a Halle (Saxònia-Anhalt).
Entre el 3 d'abril i el 4 d'abril de 1945 tres quartes parts del poble van ser destruïdes per bombarders de la força aèria britànica, en els quals van morir unes 8.800 persones. L'11 d'abril els nord-americans van ocupar la ciutat i el 2 de juliol l'Exèrcit Roig la va prendre. Des de llavors ha estat reconstruïda, i a partir de la reunificació d'Alemanya el nucli antic de la ciutat també ha estat reconstruït.

## Punts d'interès
- Una estàtua de Rotllà del segle xvii, a la paret exterior del municipi: considerada un símbol de la ciutat.
- La Catedral de la Sagrada Creu (Dom Zoom Heiligen Kreuz). Es remunta a una església construïda a mitjan segle x. El 1220 l'església va ser convertida en una catedral. L'edifici té una nau en estil gòtic tardà, mentre que les torres, cripta i claustres són d'estil romànic.
- La Frauenberger Kirche (St Maria auf dem Berg), una església romànica.
- El Petriturm (la torre de Sant Pere), la torre que sobreviu d'una església del segle xiv que fos destruït el 1945.
- El Kunsthaus Meyenburg, una vila d'estil Jugendstil de principis del segle XX que allotja un petit museu d'art contemporani.
- El Teatre, construït el 1917.

## Fills il·lustres
- Johann August Günther Heinroth (1780-1846), compositor musical.